# اریکا یاردر
اریکا یاردر (سوئدی: Erica Jarder؛ زادهٔ ۲ آوریل ۱۹۸۶) ورزشکار پرش طول زن اهل سوئد است.
وی در مسابقات کشوری و بین‌المللی در مجموع برندهٔ ۱ مدال برنز شده‌است.